# Rio Gârda Seacă
O Rio Gârda Seacă é um rio da Romênia, afluente do Arieşul Mare, localizado no distrito de Alba.